# Lista de navios da Segunda Guerra Mundial (D)
A Lista de navios da Segunda Guerra Mundial contém grandes embarcações militares da guerra, organizadas em ordem alfabética e por tipo. A lista inclui navios armados que serviram durante a guerra e no período imediatamente posterior, incluindo operações de combate em andamento, rendições de guarnições, ocupação pós-rendição, re-ocupação de colônia, repatriação de tropas e prisioneiros, até o final de 1945. Para embarcações menores, veja também a lista de navios da Segunda Guerra Mundial com menos de 1000 toneladas. Alguns navios Eixo incompletos estão incluídos, por interesse histórico. Os navios são designados para o país sob o qual operaram durante o período mais longo da Segunda Guerra Mundial, independentemente de onde foram construídos ou histórico de serviço anterior. Submarinos mostram deslocamento submerso.
| Navio              | País                                                       | Classe            | Tipo                               | Toneladas | Primeiro comissionamento | Destino |
| ------------------ | ---------------------------------------------------------- | ----------------- | ---------------------------------- | --------- | ------------------------ | --- |
| Dahlgren           | Marinha dos Estados Unidos                                 | Clemson           | contratorpedeiro                   | 1,200     | 6 de janeiro de 1920     | desmantelado em 1946 |
| Dahlia             | Marinha Real Britânica                                     | Flower            | corveta                            | 925       | 21 de março de 1941      | |
| Dale               | Marinha dos Estados Unidos                                 | Farragut          | contratorpedeiro                   | 1,365     | 17 de junho de 1935      | desmantelado em 1947 |
| Dale W. Peterson   | Marinha dos Estados Unidos                                 | Edsall            | contratorpedeiro de escolta        | 1,250     | 17 de fevereiro de 1944  | descomissionado em 1946, desmantelado em 1972                                                                                         |
| Dallas             | Marinha dos Estados Unidos                                 | Clemson           | contratorpedeiro                   | 1,200     | 29 de outubro de 1920    | desmantelado em 1945 |
| Daly               | Marinha dos Estados Unidos                                 | Fletcher          | contratorpedeiro                   | 2,050     | 24 de outubro de 1942    | descomissionado em 1960, desmantelado em 1976                                                                                         |
| Damon M. Cummings  | Marinha dos Estados Unidos                                 | Buckley           | contratorpedeiro de escolta        | 1,400     | 29 de junho de 1944      | descomissionado em 1947, desmantelado em 1973                                                                                         |
| Daniel             | Marinha dos Estados Unidos                                 | Edsall            | contratorpedeiro de escolta        | 1,250     | 24 de janeiro de 1944    | descomissionado em 1946, desmantelado em 1974                                                                                         |
| Daniel A. Joy      | Marinha dos Estados Unidos                                 | Rudderow          | contratorpedeiro de escolta        | 1,450     | 28 de abril de 1944      | desmantelado em 1966 |
| Daniel T. Griffin  | Marinha dos Estados Unidos                                 | Buckley           | contratorpedeiro de escolta        | 1,400     | 9 de junho de 1943       | transferido para o Chile em 1966 |
| Darby              | Marinha dos Estados Unidos                                 | Buckley           | contratorpedeiro de escolta        | 1,400     | 15 de novembro de 1943   | afundado como alvo em 1970 |
| Dasher             | Marinha Real Britânica                                     | Attacker          | porta aviões de escolta            | 8,200     | 2 de julho de 1942       | afundado em 27 de março de 1943 |
| Dashiell           | Marinha dos Estados Unidos                                 | Fletcher          | contratorpedeiro                   | 2,050     | 20 de março de 1943      | descomissionado em 1960, desmantelado em 1975                                                                                         |
| Dauntless          | Marinha Real Britânica                                     | Danae             | cruzador                           | 4,850     | 10 de abril de 1918      | desmantelado em 1946 |
| Dauphin            | Marinha Real Canadense                                     | Flower            | corveta                            | 925       | 17 de maio de 1941       | vendido em 20 de junho de 1945 |
| David W. Taylor    | Marinha dos Estados Unidos                                 | Fletcher          | contratorpedeiro                   | 2,050     | 18 de setembro de 1943   | transferido para a Espanha em 1957, desmantelado em 1987                                                                              |
| Davis              | Marinha dos Estados Unidos                                 | Somers            | contratorpedeiro                   | 1,850     | 9 de novembro de 1938    | desmantelado em 1947 |
| Davison            | Marinha dos Estados Unidos                                 | Gleaves           | contratorpedeiro                   | 1,630     | 11 de setembro de 1942   | descomissionado em 1949, desmantelado em 1973                                                                                         |
| Dawson             | Marinha Real Canadense                                     | Flower            | corveta                            | 925       | 6 de outubro de 1941     | vendido em 19 de junho de 1945 |
| Day                | Marinha dos Estados Unidos                                 | Rudderow          | contratorpedeiro de escolta        | 1,450     | 10 de junho de 1944      | |
| Dayton             | Marinha dos Estados Unidos                                 | Cleveland         | cruzador leve                      | 11,800    | 7 de janeiro de 1945     | desmantelado em 1962 |
| Decatur            | Marinha dos Estados Unidos                                 | Clemson           | contratorpedeiro                   | 1,200     | de agosto de 1922        | desmantelado em 1945 |
| Decker             | Marinha dos Estados Unidos · Marinha da República da China | Buckley           | contratorpedeiro de escolta        | 1,140     | 3 de maio de 1943        | transferido para a República da China como Tai Ping em 28 de agosto de 1945; afundado em ação em 1954                                 |
| Decoy              | Marinha Real Britânica · Marinha Real Canadense            | D                 | contratorpedeiro                   | 1,375     | 4 de abril de 1933       | transferido para a RCN em 12 de abril de 1943 como HMCS Kootenay, vendido em 26 de outubro de 1945                                    |
| Deede              | Marinha dos Estados Unidos                                 | Evarts            | contratorpedeiro de escolta        | 1,140     | 29 de julho de 1943      | desmantelado em 1947 |
| De Haven (DD-469)  | Marinha dos Estados Unidos                                 | Fletcher          | contratorpedeiro                   | 2,050     | 21 de junho de 1942      | afundado em 1 de fevereiro de 1943 |
| De Haven (DD-727)  | Marinha dos Estados Unidos                                 | Sumner            | contratorpedeiro                   | 2,200     | 31 de março de 1944      | transferido para a Coreia do Sul em 1973, desmantelado em 1993                                                                        |
| Delhi              | Marinha Real Britânica                                     | Danae             | cruzador                           | 4,850     | de junho de 1919         | desmantelado em 1948 |
| DeLong             | Marinha dos Estados Unidos                                 | Rudderow          | contratorpedeiro de escolta        | 1,450     | 31 de dezembro de 1943   | afundado como alvo em 1970 |
| Delphinium         | Marinha Real Britânica                                     | Flower            | corveta                            | 925       | 15 de novembro de 1940   | |
| Dempsey            | Marinha dos Estados Unidos                                 | Evarts            | contratorpedeiro de escolta        | 1,140     | 23 de julho de 1943      | desmantelado em 1947 |
| Dennis             | Marinha dos Estados Unidos                                 | Butler            | contratorpedeiro de escolta        | 1,350     | 20 de março de 1944      | descomissionado em 1946, desmantelado em 1973                                                                                         |
| Dennis J. Buckley  | Marinha dos Estados Unidos                                 | Gearing           | contratorpedeiro                   | 2,250     | 2 de março de 1945       | desmantelado em 1974 |
| Dent               | Marinha dos Estados Unidos                                 | Wickes            | contratorpedeiro                   | 1,150     | 9 de setembro de 1918    | desmantelado em 1946 |
| Denver             | Marinha dos Estados Unidos                                 | Cleveland         | cruzador leve                      | 11,800    | 15 de outubro de 1942    | desmantelado em 1960 |
| De Ruyter          | Marinha Real Neerlandesa                                   | —                 | cruzador leve                      | 7,822     | 3 de outubro de 1936     | afundado em 28 de fevereiro de 1942                                                                                                   |
| Derwent            | Marinha Real Britânica                                     | Hunt              | contratorpedeiro de escolta        | 1,050     | 24 de abril de 1942      | desmantelado em 1947 |
| Despatch           | Marinha Real Britânica                                     | Danae             | cruzador                           | 4,850     | 2 de junho de 1922       | desmantelado em 1946 |
| Detroit            | Marinha dos Estados Unidos                                 | Omaha             | cruzador leve                      | 7,050     | 31 de julho de 1923      | desmantelado em 1946 |
| Deutschland        | Kriegsmarine                                               | Deutschland       | cruzador pesado                    | 12,100    | 1 de abril de 1933       | renomeado como Lützow |
| Devonshire         | Marinha Real Britânica                                     | County            | cruzador pesado                    | 9,750     | 18 de março de 1929      | desmantelado em de dezembro de 1954                                                                                                   |
| Dewey              | Marinha dos Estados Unidos                                 | Farragut          | contratorpedeiro                   | 1,365     | 14 de outubro de 1934    | desmantelado em 1946 |
| Diana              | Marinha Real Britânica · Marinha Real Canadense            | D                 | contratorpedeiro                   | 1,375     | 21 de dezembro de 1932   | transferido para a RCN em 6 de setembro de 1940 como HMCS Margaree, afundado em 22 de outubro de 1940                                 |
| Dianella           | Marinha Real Britânica                                     | Flower            | corveta                            | 925       | 6 de janeiro de 1941     | |
| Dianthus           | Marinha Real Britânica                                     | Flower            | corveta                            | 925       | 17 de março de 1941      | |
| Dickerson          | Marinha dos Estados Unidos                                 | Wickes            | contratorpedeiro                   | 1,150     | 3 de setembro de 1919    | afundado em 4 de abril de 1945 |
| Diomede            | Marinha Real Britânica                                     | Danae             | cruzador                           | 4,850     | 24 de abril de 1922      | desmantelado em 1946 |
| Dionne             | Marinha dos Estados Unidos                                 | Evarts            | contratorpedeiro de escolta        | 1,140     | 16 de julho de 1943      | desmantelado em 1947 |
| Dittany            | Marinha Real Britânica · Marinha dos Estados Unidos        | Flower modificado | corveta                            | 1,015     | 7 de março de 1943       | transferido para os Estados Unidos como Beacon em 7 de março de 1943, para o Reino Unido em 31 de maio de 1943                        |
| Dobler             | Marinha dos Estados Unidos                                 | Evarts            | contratorpedeiro de escolta        | 1,140     | 17 de maio de 1943       | desmantelado em 1946 |
| Doherty            | Marinha dos Estados Unidos                                 | Evarts            | contratorpedeiro de escolta        | 1,140     | 6 de fevereiro de 1943   | desmantelado em 1946 |
| Donaldson          | Marinha dos Estados Unidos                                 | Evarts            | contratorpedeiro de escolta        | 1,140     | 1 de dezembro de 1943    | desmantelado em 1946 |
| Doneff             | Marinha dos Estados Unidos                                 | Evarts            | contratorpedeiro de escolta        | 1,140     | 10 de junho de 1943      | desmantelado em 1947 |
| Donnell            | Marinha dos Estados Unidos                                 | Buckley           | contratorpedeiro de escolta        | 1,400     | 26 de junho de 1943      | danificado em agosto de 1943 e convertido em barcaça suprimentos, desmantelado em 1946                                                |
| Doran              | Marinha dos Estados Unidos                                 | Gleaves           | contratorpedeiro                   | 1,630     | 4 de agosto de 1942      | descomissionado em 1947, desmantelado em 1973                                                                                         |
| Dorsey             | Marinha dos Estados Unidos                                 | Wickes            | contratorpedeiro                   | 1,150     | 16 de setembro de 1918   | destruído em um tufão em 9 de outubro de 1945                                                                                         |
| Dortch             | Marinha dos Estados Unidos                                 | Fletcher          | contratorpedeiro                   | 2,050     | 7 de agosto de 1943      | transferido para a Argentina em 1961, desmantelado em 1977                                                                            |
| Douglas            | Marinha Real Britânica                                     | Almirantado       | contratorpedeiro líder da flotilha | 1,610     | 2 de setembro de 1918    | desmantelado em 20 de março de 1945                                                                                                   |
| Douglas A. Munro   | Marinha dos Estados Unidos                                 | Butler            | contratorpedeiro de escolta        | 1,350     | 11 de julho de 1944      | descomissionado em 1960, afundado como alvo em 1966                                                                                   |
| Douglas H. Fox     | Marinha dos Estados Unidos                                 | Sumner            | contratorpedeiro                   | 2,200     | 26 de dezembro de 1944   | transferido para o Chile em 1974, afundado como alvo em 1998                                                                          |
| Douglas L. Howard  | Marinha dos Estados Unidos                                 | Evarts            | contratorpedeiro de escolta        | 1,250     | 29 de julho de 1943      | descomissionado em 1946, desmantelado em 1974                                                                                         |
| Downes             | Marinha dos Estados Unidos                                 | Mahan             | contratorpedeiro                   | 1,450     | 15 de janeiro de 1937    | destruído em 7 de dezembro de 1941 mas "reconstruído", desmantelado em 1948                                                           |
| Doyle              | Marinha dos Estados Unidos                                 | Gleaves           | contratorpedeiro                   | 1,630     | 27 de janeiro de 1943    | descomissionado em 1955, desmantelado em 1972                                                                                         |
| Doyle C. Barnes    | Marinha dos Estados Unidos                                 | Butler            | contratorpedeiro de escolta        | 1,350     | 13 de julho de 1944      | descomissionado em 1947, desmantelado em 1973                                                                                         |
| Drache             | Kriegsmarine                                               |                   | minelayer                          | 1,870     | 17 de abril de 1941      | capturado pela Iugoslávia, renomeado como Zmaj, afundado em 22 de setembro de 1944                                                    |
| Dragon             | Marinha Real Britânica · Marinha da Polônia                | Danae             | cruzador                           | 4,850     | de agosto de 1918        | danificado, então usado como um bloco no Porto Mulberryr como quebra-mar em julho de 1944                                             |
| Drava              | Marinha Real Iugoslava                                     | Enns              | Monitor de rio                     | 536       | 15 de abril de 1920      | afundado em 12 de abril de 1941 |
| Drazki             | Marinha da Bulgária                                        | Drazki            | barco torpedeiro                   | 97        | 1907                     | Partes restantes foram incorporadas em um navio-museu no Museu Naval de Varna na Bulgária com o mesmo nome, usando o casco do Strogi. |
| Drayton            | Marinha dos Estados Unidos                                 | Mahan             | contratorpedeiro                   | 1,450     | 1 de setembro de 1936    | desmantelado em 1947 |
| Drexler            | Marinha dos Estados Unidos                                 | Sumner            | contratorpedeiro                   | 2,200     | 14 de novembro de 1944   | afundado em 28 de maio de 1945 |
| Dristigheten       | Marinha Sueca                                              | Dristigheten      | porta aviões de hidroaviões        | 3,445     | 5 de setembro de 1901    | vendido em 13 de junho de 1947 |
| Drottning Victoria | Marinha Sueca                                              | Sverige           | navio de defesa costeira           | 7,125     | 12 de março de 1921      | vendido em 22 de março de 1957, desmantelado em 1959                                                                                  |
| Drumheller         | Marinha Real Canadense                                     | Flower            | corveta                            | 925       | 13 de setembro de 1941   | vendido em 11 de julho de 1945 |
| Dubrovnik          | Marinha Real Iugoslava                                     | Dubrovnik         | contratorpedeiro                   | 1,210     | de agosto de 1939        | afundado intencionalmente pela tripulação em 17 de abril de 1941                                                                      |
| Duffy              | Marinha dos Estados Unidos                                 | Evarts            | contratorpedeiro de escolta        | 1,140     | 5 de agosto de 1943      | desmantelado em 1947 |
| Dufilho            | Marinha dos Estados Unidos                                 | Butler            | contratorpedeiro de escolta        | 1,350     | 21 de julho de 1944      | descomissionado em 1946, desmantelado em 1973                                                                                         |
| Duguay-Trouin      | Marinha Nacional Francesa · Forças Navais Francesas Livres | Duguay-Trouin     | cruzador leve                      | 7,250     | 2 de novembro de 1926    | descomissionado em 9 de março de 1952                                                                                                 |
| Duke of York       | Marinha Real Britânica                                     | King George V     | encouraçado                        | 35,000    | 28 de fevereiro de 1940  | desmantelado em 1957 |
| Duluth             | Marinha dos Estados Unidos                                 | Cleveland         | cruzador leve                      | 11,800    | 18 de setembro de 1944   | desmantelado em 1960 |
| Dulverton          | Marinha Real Britânica                                     | Hunt              | contratorpedeiro de escolta        | 1,000     | de setembro de 1941      | afundado intencionalmente em 13 de novembro de 1943                                                                                   |
| Duncan (DD-485)    | Marinha dos Estados Unidos                                 | Gleaves           | contratorpedeiro                   | 1,630     | 16 de abril de 1942      | afundado em 12 de outubro de 1942 |
| Duncan (DD-874)    | Marinha dos Estados Unidos                                 | Gearing           | contratorpedeiro                   | 2,250     | 25 de fevereiro de 1945  | descomissionado em 1971, afundado como alvo em 1980                                                                                   |
| Dundas             | Marinha Real Canadense                                     | Flower            | corveta                            | 925       | 1 de abril de 1942       | vendido em 17 de julho de 1945 |
| Dundee             | Marinha Real Britânica                                     | Shoreham          | sloop                              | 1,060     | 31 de março de 1933      | torpedeado e afundado em 15 de setembro de 1940                                                                                       |
| Dunedin            | Marinha Real Britânica                                     | Danae             | cruzador                           | 4,850     | 19 de novembro de 1918   | afundado em 24 de novembro de 1941 pelo U-124                                                                                         |
| Dunkerque          | Marinha Nacional Francesa                                  | Dunkerque         | encouraçado                        | 26,500    | 15 de abril de 1937      | afundado intencionalmente em 27 de novembro de 1942                                                                                   |
| Dunlap             | Marinha dos Estados Unidos                                 | Mahan             | contratorpedeiro                   | 1,450     | 12 de junho de 1937      | desmantelado em 1948 |
| Dunvegan           | Marinha Real Canadense                                     | Flower            | corveta                            | 925       | 9 de setembro de 1941    | vendido em 3 de julho de 1945 |
| Dunvegan Castle    | Marinha Real Britânica                                     | -                 | mercante armado                    | 15,007    | 7 de setembro de 1939    | afundado em 28 de agosto de 1940 |
| Dupleix            | Marinha Nacional Francesa                                  | Suffren           | cruzador pesado                    | 10,000    | 7 de julho de 1932       | afundado intencionalmente em 27 de novembro de 1942                                                                                   |
| Du Pont            | Marinha dos Estados Unidos                                 | Wickes            | contratorpedeiro                   | 1,150     | 30 de abril de 1919      | desmantelado em 1947 |
| Duquesne           | Marinha Nacional Francesa · Forças Navais Francesas Livres | Duquesne          | cruzador pesado                    | 10,000    | 6 de dezembro de 1928    | condenado em 1955 |
| Durban             | Marinha Real Britânica                                     | Danae             | cruzador                           | 4,850     | 1 de novembro de 1921    | danificado, então usado como um bloco no Porto Mulberryr como quebra-mar em 9 de julho de 1944                                        |
| Durant             | Marinha dos Estados Unidos                                 | Edsall            | contratorpedeiro de escolta        | 1,250     | 17 de fevereiro de 1944  | descomissionado em 1964, desmantelado em 1974                                                                                         |
| Durik              | Marinha dos Estados Unidos                                 | Buckley           | contratorpedeiro de escolta        | 1,400     | 16 de novembro de 1943   | descomissionado em 1946, desmantelado em 1967                                                                                         |
| Dyess              | Marinha dos Estados Unidos                                 | Gearing           | contratorpedeiro                   | 2,250     | 21 de maio de 1945       | desmantelado em 1981 |
| Dyson              | Marinha dos Estados Unidos                                 | Fletcher          | contratorpedeiro                   | 2,050     | 30 de dezembro de 1942   | transferido para a Alemanha Ocidental em 1960, desmantelado em 1982                                                                   |